# Liten lundlav
Liten lundlav (Bacidina phacodes) är en lavart som först beskrevs av Körb., och fick sitt nu gällande namn av Vezda. Liten lundlav ingår i släktet Bacidina och familjen Ramalinaceae.  Arten är reproducerande i Sverige. Inga underarter finns listade i Catalogue of Life.